# Knarrevik

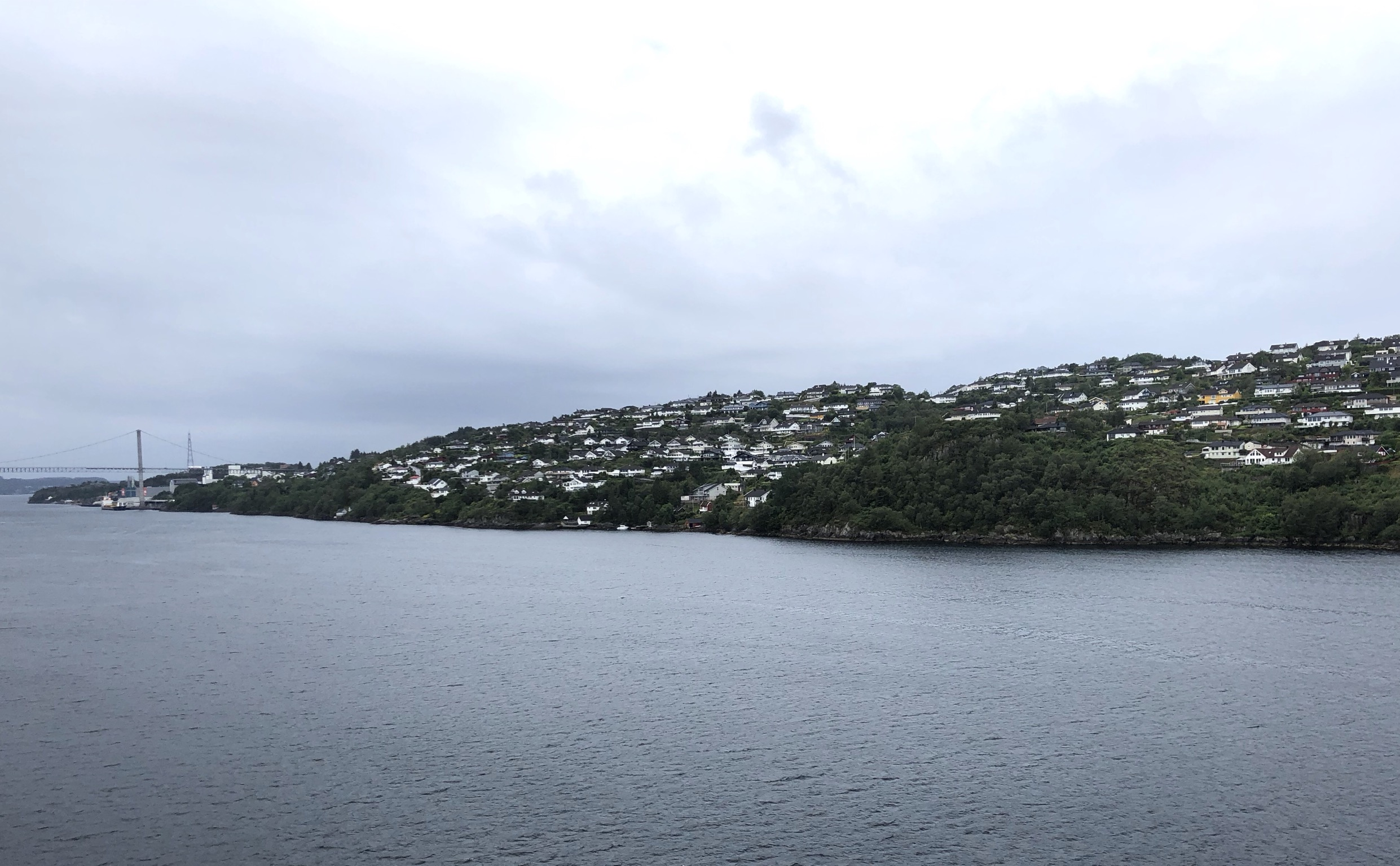
Blick von Nordosten, 2019

Knarrevik, auch Knarrvika, ist ein Ort in der norwegischen Kommune Øygarden in der Provinz Vestland. 

## Geografie
Es befindet sich an der Ostküste der Insel Litlesotra, etwa acht Kilometer westlich von Bergen. Östlich des Orts mündet von Süden der Knarreviksund in den Byfjord. Im Süden der Ortslage führt die Sotra-Brücke über den Knarreviksund. Über die Brücke wird der Riksvei 555 in Richtung Bergen geführt.
Etwas weiter westlich liegt Straume, wo sich der Verwaltungssitz der Gemeinde befindet. Die beiden Ortschaften sind zusammengewachsen und werden als ein Tettsted gerechnet.
Westlich der Ortslage erstrecken sich mehrere Seen, so der Vassledvatnet, der Svartavatnet, der Langavatnet, der Lyklavatnet, der Odavatnet und der Storavatnet.

## Geschichte und Bauten
Von 1915 bis 1917 wurde durch den Architekten Einar Oscar Schou eine große Düngemittelfabrik im Ort errichtet. Die bereits in den 1920er Jahren wieder stillgelegte Anlage wurde später bis 1974 als Fischölfabrik betrieben. Nach dem Bau der Sotra-Brücke erfolgten Gewerbeansiedlungen, wobei auch historische Bausubstanz einbezogen wurde. Markant ist die südlich der Brücke befindliche Talk-Produktionsanlage der Norwegian Talc AS.
Während des Zweiten Weltkriegs befand sich im Ort von 1940 bis 1945 eine deutsche Militäreinrichtung, von der die Schiffsbewegungen im Byfjord von und nach Bergen kontrolliert worden. Die Reste der Anlage stehen unter Denkmalschutz. Ebenfalls aus der Zeit des Zweiten Weltkriegs stammen für militärische Zwecke angelegte Tunnel im westlichen Teil der Ortslage.
Östlich der Uferlinie des Orts befinden sich drei unter Wasser liegende historische Schiffswracks.
Knarrevik gehörte zur Gemeinde Fjell, bis es im Zuge einer Gemeindefusion am 1. Januar 2020 zur heutigen Gemeinde Øygarden kam.
Im Ort befindet sich eine Grundschule mit den Klassenstufen eins bis sieben.

## Persönlichkeiten
Die Fußballschiedsrichterin Ann Helen Østervold (* 1967) lebt in Knarrevik.